# Energieblogger.net
Energieblogger.net ist eine Website, auf der Artikel über erneuerbare Energien, Energieeffizienz und Klimaschutz erscheinen. Betreiber der Website sind die Energieblogger, eine deutschsprachige Gruppe von Online-Journalisten. Für die Website Energieblogger.net wurde der Deutsche Solarpreis 2014 vergeben.

## Entstehung und Ausrichtung
Ursprung von Energieblogger.net war eine ab Anfang 2012 öffentlich zugängliche Liste mit deutschsprachigen Blogs und Internetportalen im Themenbereich erneuerbare Energien und Energieeffizienz. Keimzelle für die Gründung der Energieblogger war ein Barcamp in Kassel, das Barcamp Renewables 2012. Die gemeinsame Internetpräsenz Energieblogger.net wurde im Juni 2013 online gestellt. Die Energieblogger verstehen sich als unabhängige Stimme im Rahmen der Energiewende. Sie befürworten das Ziel einer Energieversorgung auf Basis von 100 % erneuerbaren Energien. Die Energieblogger umfassen über 30 Mitglieder (Stand 2021).

## Deutscher Solarpreis 2014
Im Jahr 2014 haben die Energieblogger den von Eurosolar ausgelobten Deutschen Solarpreis in der Kategorie Medien gewonnen. Der Preis für die Internetplattform energieblogger.net wurde vom nordrhein-westfälischen Umweltminister Johannes Remmel am 25. Oktober 2014 überreicht. Die Vergabe wurde mit der Berichterstattung der Energieblogger über erneuerbare Energien begründet, die sie als unabhängige Gruppe mit fundiertem Wissen unter Angabe von Quellen leisteten. Positiv wurde auch die Dialogbereitschaft der Energieblogger über die sozialen Netzwerke erwähnt.